# Béguey
Béguey é uma comuna francesa na região administrativa da Nova Aquitânia, no departamento da Gironda. Estende-se por uma área de 3,16 km². Em 2010 a comuna tinha 1 207 habitantes (densidade: 382 hab./km²).